# Eurytoma baldingerae
Eurytoma baldingerae är en stekelart som beskrevs av Erdös 1961. Eurytoma baldingerae ingår i släktet Eurytoma, och familjen kragglanssteklar. Arten är reproducerande i Sverige.